# Забутовка

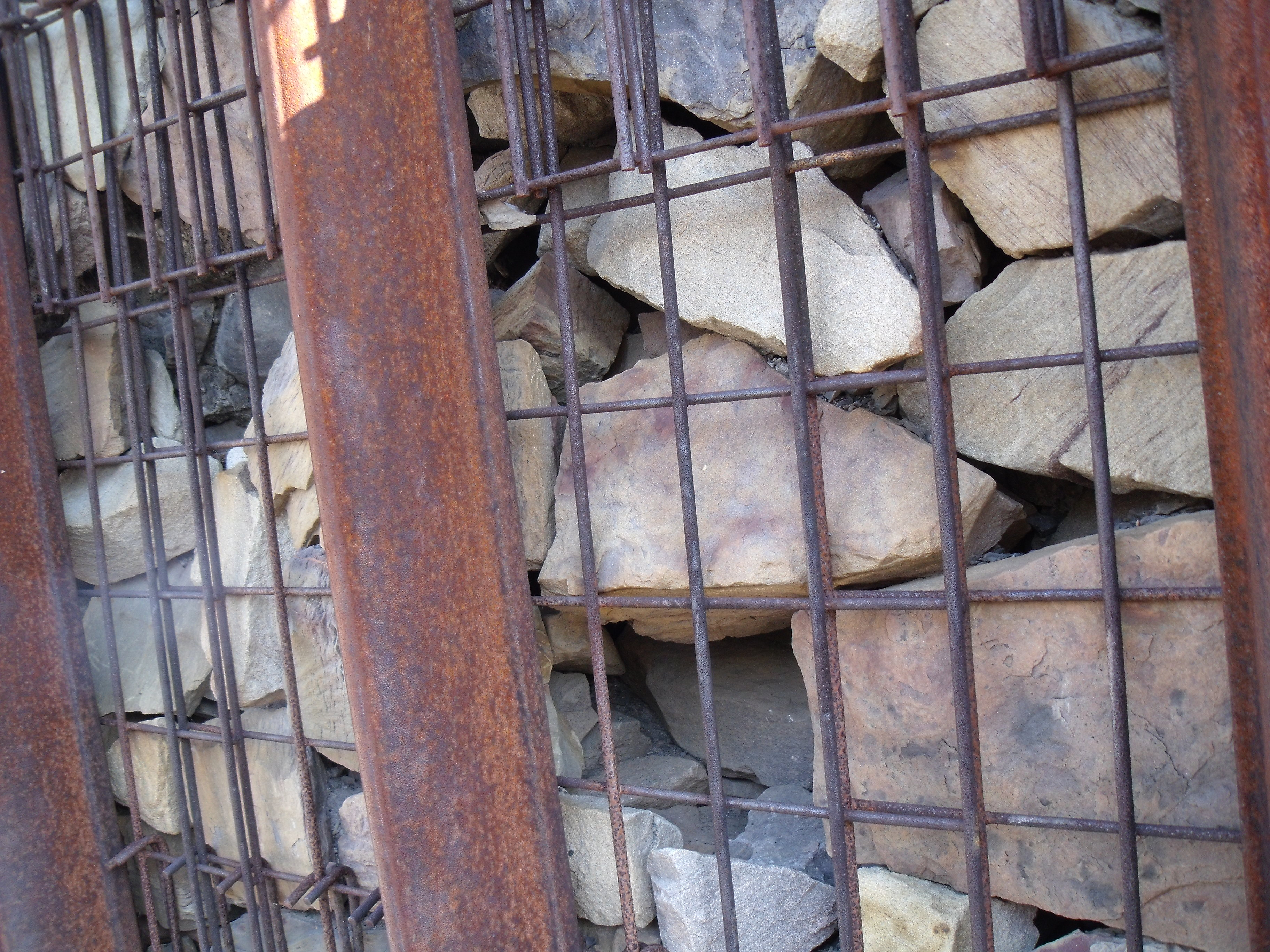
Забутовка пустою породою.

Забуто́вка — при підземному видобутку корисних копалин — заповнення простору між кріпленням і боковими стінками виробки щебенем, піском, подрібненою породою тощо. Результат забутовування.
Забутовку застосовують в Україні, Росії, ФРН, Бельгії та ін. країнах при проведенні горизонтальних і похилих (до 10о) гірничих виробок.
Забутовка здійснюється після зведення тюбінгового, блокового, арочного, залізобетонного і інших збірних кріплень.
Забутовка поліпшує зв'язок кріплення зі стінками виробки, сприяє підвищенню стійкості породного масиву, збільшенню тримкості кріплення, більш рівномірному розподілу напружень, продовженню термінів безремонтної підтримки виробок, запобігає скупченню метану, вугільного пилу тощо.
Забутовування — дія, власне процес, результатом якого є забутовка закріпного простору.